# بایدرتال
بایدرتال (به فرانسوی: Biederthal) یک کمون در فرانسه است که در canton of Ferrette واقع شده‌است. بایدرتال ۴٫۱۶ کیلومتر مربع مساحت دارد ۴۲۰ متر بالاتر از سطح دریا واقع شده‌است.